# Anton Kusmin
Anton Konstantinowitsch Kusmin (kasachisch Антон Константинович Кузьмин, englische Transkription Anton Kuzmin; * 20. November 1996 in Taldyqorghan) ist ein kasachischer Radrennfahrer.

## Sportlicher Werdegang
Seine internationale Karriere im Radsport begann Kusmin 2015 beim kasachischen Seven Rivers Cycling Team. Zur Folgesaison wechselte er in das UCI Continental Team Astana City, für das er vier Jahre an den Start ging. Seine besten Ergebnisse bis dahin waren international ein zweiter Etappenrang bei der Bałtyk-Karkonosze Tour, bei der er auch die Nachwuchswertung gewann, sowie national die Bronzemedaille im Straßenrennen bei den nationalen Meisterschaften 2019.
Zur Saison 2020 wurde Kusmin Mitglied im UCI ProTeam Gazprom-RusVelo. In den zwei Jahren beim Team blieb er ohne nennenswerte Ergebnisse, so dass er 2022 wieder auf die kontinentale Ebene zurückkehrte und Mitglied im Almaty Cycling Team wurde. Mit dem Gewinn des Grand Prix Cappadocia 2022 erzielte er den ersten Sieg seiner Karriere. 2023 konnte er mit dem Gewinn der Tour of Kandovan und einem Etappensieg bei der Tour of Thailand zwei weitere Erfolge seinem Palmarès hinzufügen. Zudem kam er mehrfach unter die Top 6 der Gesamtwertung kleinerer Rundfahrten, unter anderem als Dritter bei der Tour of Iran.
Aufgrund seiner Ergebnisse erhielt Kusmin zur Saison 2024 einen Vertrag beim UCI WorldTeam Astana Qazaqstan, wo er bisher ohne nennenswerte Erfolge blieb. 

## Erfolge
2018
- Nachwuchswertung Bałtyk-Karkonosze Tour

2022
- Grand Prix Cappadocia

2023
- Tour of Kandovan
- eine Etappe Tour of Thailand

2025
- Asienmeister – Mixed-Staffel